# 会稽山
会稽山，原名茅山、苗山，亦称亩山、防山、镇山、覆釜山、宛委山、嵞山，位于浙江省绍兴市南部，长约100公里。会稽山最高峰为香炉峰，海拔354.7米。会稽山为中国五大镇山之南镇。隋代开皇十四年（594年），会稽山诏封为“南镇”。
《史記》中“禹封泰山，禪會稽。”与“禹东巡狩至于会稽而崩。”大禹陵位于会稽山山麓，由禹陵、禹祠、禹庙三大建筑群组成。在会稽山山麓禹陵村，夏禹姒姓后代世代为禹守陵至今。春秋战国时期，会稽山一直是越国军事上的腹地堡垒。這裡也是越人心目中的聖地（越國王室出自少康）。
早在2000多年前，绍兴先民在会稽山上从野生榧树中人工选择和嫁接培育成了香榧这一优良品种，现已形成面积约400平方公里的会稽山古香榧群。2013年5月29日，绍兴会稽山的古香榧群被认定为全球重要农业文化遗产保护试点单位。2021年10月19日，“稽山古榧”区域公共品牌发布会在绍兴举行。

## 相关记载
- 秦《吕氏春秋》：

|  | 禹娶涂山氏女，不以私害公，自辛至甲四日，复往治水。故江淮之俗，以辛壬癸甲为嫁娶日也。禹墟在山西南，县即其地也。 |

- 北魏郦道元《水经注·淮水》:

|  | 吴伐楚，堕会稽，获骨焉，节专车。吴子使来聘，且问之，客执骨而问曰：敢问骨何为大？仲尼曰：丘闻之：昔禹致羣神于会稽之山，防风氏后至，禹杀之，其骨专车，此为大也。 |

|  | 淮水自莫邪山，东北径马头城北，魏马头郡治也，故当涂县之故城也。 |

- 宋朝文学家苏轼《濠州七绝·涂山》:

|  | 川锁支祁水尚浑，地埋汪罔骨应存。 樵苏已入黄熊庙，乌鹊犹朝禹会村。 |

- 宋朝文学家苏辙《和子瞻濠州七绝涂山》:

|  | 娶妇山中不肯留，会朝山下万诸侯。 古人辛苦今谁信，只见清淮入海流。 |

## 延伸阅读
[在维基数据编辑]
 《欽定古今圖書集成·方輿彙編·山川典·會稽山部》，出自陈梦雷《古今圖書集成》